# Levousy (hradiště)
Hradiště Levousy je raně středověké a snad i pravěké hradiště jižně od obce Křesín v okrese Litoměřice. Nachází se v polohách Na Šancích a Na Hradbách na ploché ostrožně na pravém břehu řeky Ohře.

## Historie
Lokalita byla osídlena již v pravěku. Z neolitu pochází nálezy keramiky kultury s lineární keramikou, kultury s vypíchanou keramikou a lengyelské kultury z přelomu neolitu a eneolitu. Z eneolitu pochází keramika kultury kulovitých amfor. Dále byly nalezeny artefakty únětické kultury ze starší doby bronzové, mohylové kultury ze střední doby bronzové a štítarské kultury z pozdní doby bronzové. Později zde existovalo osídlení v době halštatské, laténské a době hradištní.

## Stavební podoba
Hradiště je rozděleno dvěma souběžnými valy na akropoli a dvě předhradí. Celková rozloha hradiště činí 12,1 hektaru. Největší plochu s rozlohou 7,7 hektaru zabírá předhradí vnější, které je z nejpřístupnější jižní strany chráněno valem. Tento vnější val je velmi dobře zachován, místy dosahuje výšky 3,5 metru a je lemován dva metry hlubokým příkopem. Střední val je výrazně poničen orbou a vnitřní val dosahuje 2–3,5 metru. V roce 1967 byl proveden průzkumný řez vnitřním valem, který odhalil pozůstatky dřevohlinité hradby roštové a komorové konstrukce opatřené kamennou plentou, původní výška byly odhadnuta až na devět metrů. Střepový materiál datoval hradbu od konce devátého do desátého století.